# Alba Riquelme
Alba Lucía Riquelme Valenzuela (Asunción, 5 de febrero de 1991) es una modelo y reina de belleza paraguaya quien ganó el título de Miss Universo Paraguay 2011 para representar a Paraguay en el Miss Universo 2011.

## Biografía
Alba nació el 5 de febrero del año 1991 y es del signo Acuario. Sus padres son César Riquelme y Mabel Valenzuela. Alba tiene 4 hermanos. En el 2009 terminó la escuela secundaria en el Colegio Trinity School en Asunción, posteriormente sigue la carrera de Relaciones Públicas y Protocolo en la Universidad Americana de Asunción.

## Trayectoria
Su carrera como modelo de pasarela comenzó a los 14 años al ganar el concurso Elite Model Look Paraguay 2005, y fue a China a representar a Paraguay. Fue elegida finalista para el Miss Hawaiian Tropic 2009 en Punta del Este, Uruguay. Paralelamente, en el Yanbal Fashion Week, Ecuador 2009, se realizó por segundo año consecutivo el CN Models International Search 2009 quien resultó ganadora Alba. En mayo del 2010, representó a Paraguay en el Miss Beauty of the World 2010 en la República Popular de China quedando en el Top 10 entre cerca de 100 participantes.

## Miss Universo Paraguay 2011
El concurso Reinas Paraguayas del Bicentenario 2011 se celebró en Asunción, Paraguay, el día 23 de junio del 2011. Yohana Benítez, Miss Universo Paraguay 2010 coronó a Alba Riquelme al final de la noche, Alba representó al Paraguay en la edición número 60 del Miss Universo que se llevó a cabo en São Paulo, Brasil.
En el Hotel Guaraní Esplendor, se realizó la elección preliminar de las Reinas Paraguayas del Bicentenario - Miss Paraguay 2011. En la velada, Riquelme fue premiada como Miss Pelo Sedal.
| Predecesor: Yohana Benítez | Miss Universo Paraguay 2011 | Sucesor: Egni Eckert |